# ديلار
بلدية دِلَر (بالإسبانية: Dílar، نقحرة: ديلار) هي بلدية تقع في مقاطعة غرناطة التابعة لمنطقة أندلوسيا جنوب إسبانيا.

## الديموغرافيا
بلغ عدد سكان بلدية دِلَر 1.757 نسمة عام 2011 (وفقاً للمعهد الوطني الإسباني للإحصاء).
| 1.555 | 1.510 | 1.362 | 1.620 | 1.638 | 1.728 | 1.757 |